# Marty Scurll
Martin Scurll, meglio conosciuto con il ring name Marty Scurll (Littleport, 26 luglio 1988), è un wrestler britannico che lotta nel circuito indipendente.

## Carriera

### Circuito indipendente (2005–presente)
Martin Scurll ha fatto il suo debutto in PWG a Battle Of Los Angeles 2015, dove ha battuto Rich Swann nel primo turno, Trevor Lee nei quarti di finale e perso contro Zack Sabre Jr. in semifinale. Ha poi subito una serie di sconfitte in singolo perdendo contro Ricochet a All Star Weekend 11 Night One e Timothy Thatcher a Night Two. A Prince, vinse un match contro Mark Andrews, ed a Thirteen ottenne una vittoria battendo Sami Callihan.  A settembre, Scurll ha partecipato a Battle Of Los Angeles 2016, battendo Pentagón Jr. al primo turno, Cody Rhodes nei quarti di finale, Mark Haskins in semifinale, e sia Osprey che Trevor Lee in un match a tre in finale.

### Ring of Honor (2016–2020)
Il 22 agosto 2016 è stato annunciato che Scurll aveva firmato con la Ring of Honor. Ha fatto il suo debutto durante il tour inglese della federazione, durante il quale sconfisse Will Osprey in un match valevole per il ROH World Television Championship. Difese poi il titolo a ROH Final Battle in un tiple threat contro Osprey e Dragon Lee.
L'inizio del 2017 ha visto Marty Scurll difendere con successo il titolo contro Juice Robinson, Donovan Dijak, Sonjay Dutt, Lio Rush e Adam Cole.
Il 29 aprile 2017 a ROH Masters Of The Craft, Scurll ha mantenuto il ROH World Television Championship contro Ken Anderson.
Durante il tour giapponese War Of The Worlds co-prodotto da NJPW e ROH, Scurll entrò a far parte del Bullet Club, ma perse il titolo contro Kushida a causa di una distrazione causata dell'ex membro Adam Cole

### New Japan Pro-Wrestling (2017–2020)
Nel 2017, la New Japan Pro-Wrestling ha annunciato che Scurll avrebbe preso parte al torneo Best of the Super Juniors 2017. Concluse il torneo vincendo 4 match e perdendone 3, non riuscendo ad accedere alla finale. Il 5 novembre a Power Struggle ha sconfitto Will Osprey in un match valevole per il IWGP Junior Heavyweight Championship. Il 4 gennaio 2018 perse il titolo in un match a 4 che comprendeva Hiromu Takahashi, Kushida e Will Ospreay con quest'ultimo che riconquistò il titolo.

## Personaggio

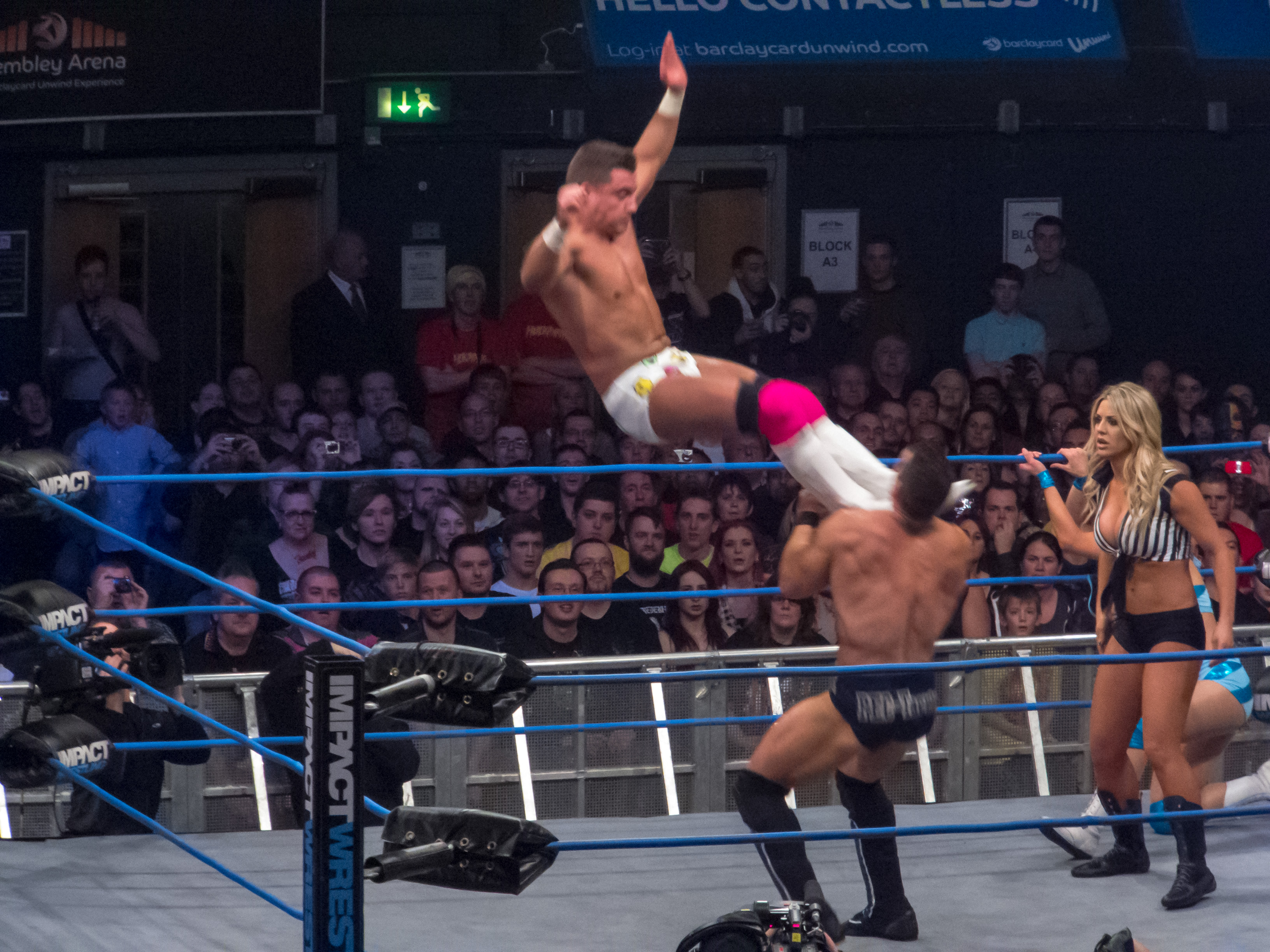
Marty Scurll mentre esegue un Missile dropkick su Jessie Godderz

### Mosse finali
- Crossface chickenwing[1]
- Swinging double underhook suplex[2]

### Soprannomi
- "El Villainisto"
- "The Villain"

### Musiche d'ingresso
- Warp dei Bloody Beetroots
- One True Villain degli Hot Tag
- Machine Gun dei Portishead
- Pretty Fly degli Offspring

## Titoli e riconoscimenti
- Danish Pro Wrestling

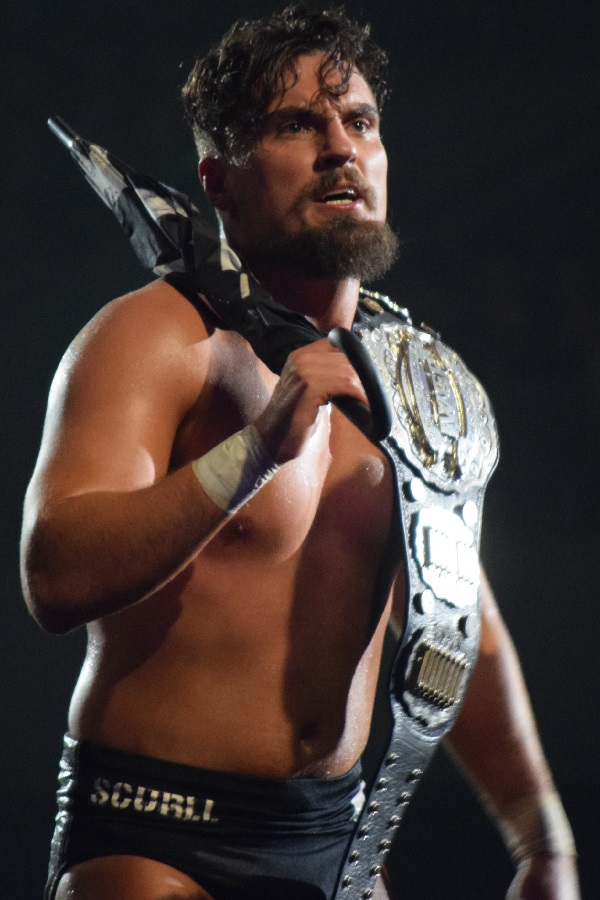
Marty Scurll con l'IWGP Junior Heavyweight Championship

  - DPW Light Heavyweight Championship (1)
- Dramatic Dream Team
  - DDT Ironman Heavymetalweight Championship (1)[3]
- Federacion Universitaria de Lucha Libre
  - FULL National Championship (1)
- Fight! Nation Wrestling
  - FNW British Championship (1)[3]
- International Pro Wrestling
  - IPW British Cruiserweight Championship (1)[4]
  - IPW Unified British Tag Team Championship (2)[5] – con Zack Sabre Jr.
- National Wrestling Alliance
  - NWA British Championship (1)[3]
- New Japan Pro-Wrestling
  - IWGP Junior Heavyweight Championship (1)[6]
  - NEVER Openweight Six-Man Tag Team Championship (1) – con The Young Bucks
- Pro Wrestling Illustrated
  - 31º tra i 500 migliori wrestler singoli nella PWI 500 (2017)[7]
- Progress Wrestling
  - Progress World Championship (2)[8][9]
- Revolution Pro Wrestling
  - RPW British Heavyweight Championship (1)[10]
  - RPW British Cruiserweight Championship (1)[11]
- Ring of Honor
  - ROH World Television Championship (1)[12]
  - ROH World Six Man Tag Team Championship – con Brody King e PCO
- Southside Wrestling Entertainment
  - SWE Speed King Championship (1)
- Swiss Wrestling Entertainment
  - SWE Tag Team Championship (1) – con Maik Tuga
- Ultimate Pro Wrestling
  - UPW Heavyweight Championship (1)[13]
- Unlimited Wrestling
  - Unlimited Championship (1)
- What Culture Pro-Wrestling
  - WCPW Championship (1)[14]
- Westside Xtreme Wrestling
  - wXw Unified World Wrestling Championship (1)
- World Series Wrestling 
  - WSW World Heavyweight Championship (1)
  - WSW Tag Team Championship (1) – con Brody King